# カロテン-7,8-デサチュラーゼ
カロテン-7,8-デサチュラーゼ(carotene 7,8-desaturase)は、次の化学反応を触媒する酸化還元酵素である。
ニューロスポレン + 還元型受容体 + O2 {\displaystyle \rightleftharpoons } リコペン + 受容体 + 2 H2O
この酵素の基質はニューロスポレン、還元型受容体とO2で、生成物はリコペン、受容体とH2Oである。
この酵素は酸化還元酵素に属し、基質に特異的に作用する。酸素は酸化剤として還元されると同時に基質に取り込まれる。組織名はcarotene,hydrogen-donor:oxygen oxidoreductaseで、別名にζ-carotene desaturaseがある。